# Maagdenuil
De maagdenuil (Eucarta virgo) is een vlinder uit de familie uilen (Noctuidae). De wetenschappelijke naam is voor het eerst geldig gepubliceerd in 1835 door Treitschke.
De vlinder heeft een voorvleugellengte van tussen 12 en 15 millimeter. 
De soort komt voor van Europa tot het oosten van Siberië, Japan en Korea. In Europa is de soort met name bekend uit Oost-Europa. De soort breidt zich echter in westelijke en noordelijke richting uit. In 2014 werd de soort voor het eerst waargenomen in Nederland op de Dellebuursterheide bij Oldeberkoop, nadat de soort eerder Duitsland (1998), Finland (2000), Zweden (2002), Denemarken (2002), Noorwegen (2006) en Engeland (2006 (mogelijk een adventief) en opnieuw in 2014) had bereikt.